# تاداو ساتو
تاداو ساتو (باليابانية: 佐藤忠男؛ بالكانا: さとう ただお) هو ناقد سينمائي وصحفي ياباني، ولد في 1930 في نيغاتا في اليابان.

## وصلات خارجية
- تاداو ساتو على موقع أرشيف الشارخ.